# Jorge Sáenz
Jorge Sáenz de Miera Colmeiro dit Jorge Sáenz (né le 17 novembre 1996 à Santa Cruz de Tenerife) est un footballeur espagnol, qui évolue au poste de défenseur central. Il joue au sein du CD Leganés.

## Biographie
Avec le club du CD Tenerife, il joue plus de 100 matchs en deuxième division espagnole.
En 2019, Jorge Sáenz est transféré au FC Valence pour un montant de 2 millions d'euros

## Palmarès
- CD Leganés:
  - La Liga 2: Champion en 2024[3]